# Lolita Anime
Lolita Anime (яп. ロリータアニメ рорита анимэ) или Wonder Magazine Series — первое аниме в жанре «хентай», посвящённое тематике лоликона. Оно было снято на студии Wonder Kids и состоит из шести серий. Отличается реалистичным рисунком и относительно взросло выглядящими женскими персонажами (по сравнению с современным лоликоном).
В 1984 году, почти одновременно с Wonder Kids, компанией Nikkatsu, под руководством режиссёра Утиямы Аки и по мотивам его манги, было снято одноимённое аниме с таким же названием (Lolita Anime).

## Список серий
| № | Название | Дата оригинального показа |
| - | --- | ------------------------- |
| 1 | Reddening Snow/Rose Girl's Punishment «Lolita Anime I: Yuki no Beni Kesho/Shōjo Bara Kei» (ロリータアニメⅠ：雪の紅化粧 ～少女薔薇刑～)                          | 21 февраля 1984 г.        |
| 2 | Dying for Nanniki/The Sacrificial Altar «Lolita Anime II: Nanniki-ko no Shinde mo ii/Ikenie no Saidan» (ロリータアニメⅡ：何日子の死んでもいい ～いけにえの祭壇) | 1 мая 1984 г.             |
| 3 | To be in the kitten shop «Lolita Anime III: Koneko-chan no Iru Mise» (ロリータアニメⅢ：仔猫ちゃんのいる店)                                                      | 21 июля 1984 г.           |
| 4 | Variations «Lolita Anime IV: Hensokyoku» (ロリータアニメⅣ：変奏曲)                                                                                              | 20 декабря 1984 г.        |
| 5 | Surf Dreaming «Lolita Anime V: Sa-fu dori-mingu» (ロリータアニメⅤ：サーフドリーミング)                                                                          | 21 февраля 1985 г.        |
| 6 | Lolita Anime Collection: Seaside Angel Miu «Lolita Anime Soushuuhen: Shi-saido einjeru Miu» (ロリータアニメ集：シーサイドエンジェル ＭＩＵ)                     | 25 мая 1985 г.            |